# Moto Villa
Moto Villa, coneguda també simplement com a Villa, fou una empresa italiana fabricant de motocicletes que tingué activitat entre el 1968 i el 1987. L'empresa prenia el nom del seu fundador, l'expilot de motociclisme de velocitat i expert dissenyador de motocicletes Francesco Villa, germà de Walter Villa.

## Història

### Els primers anys
Moto Villa va néixer a Mòdena fruit de l'experiència de Francesco Villa (1933-2020), un pilot de bon nivell a la seva època (va guanyar, entre d'altres, les 24 Hores de Montjuïc de 1960 i 1966) i tècnic de renom que havia treballat per a Ducati, FB Mondial i Montesa. El 1965, Francesco havia construït una 125cc de competició de dos temps, anomenada Beccaccino ('becadell'). El projecte va ser venut posteriorment a Montesa, on va donar lloc a les Montesa 125 de vàlvula rotativa i 250 bicilíndrica (1966-1968). La PR, una evolució d'aquest model creada juntament amb el seu germà Walter, va ser el primer producte de l'empresa nounada, l'any 1968.
Presentada a mitjans d'any, la PR tenia un motor monocilíndric de 125cc amb distribució de vàlvules rotatives i refrigeració per aigua, amb una potència d'uns 30 CV a 11.500 rpm. La moto duia encara alguns detalls derivats de projectes anteriors, com ara el carenat, el mateix de la Montesa 125. El xassís i el motor, però, es van beneficiar de seguida de diverses millores: per exemple, tot i que inicialment es preveia l'escapament amb sortida cap endavant, el motor PR aviat s'actualitzà amb un nou cilindre amb l'escapament cap enrere.

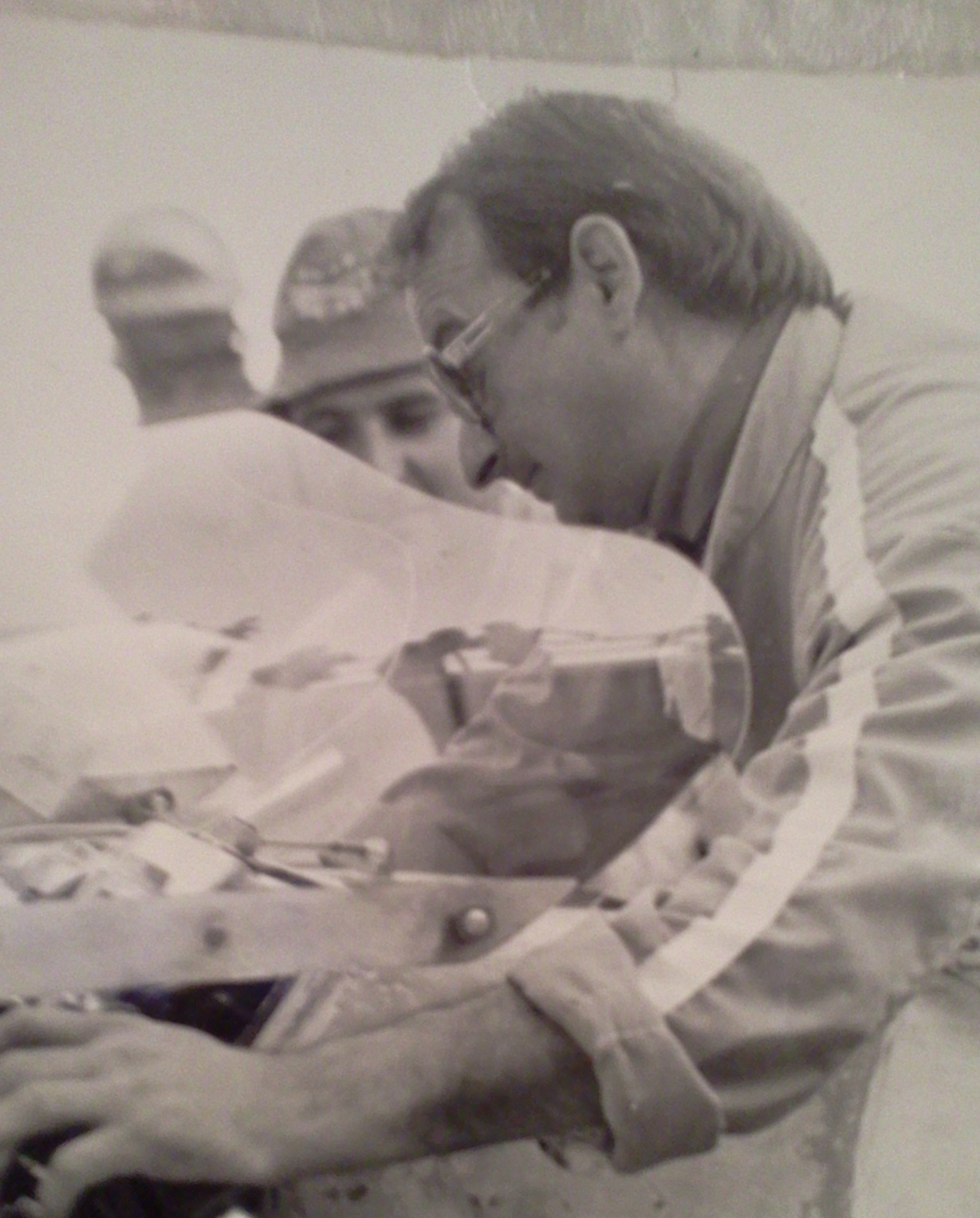
Francesco Villa fotografiat a Misano el 1973

Inspirant-se en aquest projecte, Villa va començar a avaluar la possibilitat de desenvolupar un motor de 250cc amb admissió de vàlvula rotativa i refrigeració per aire; xifrat en aproximadament 50 CV a 10.500 rpm, aquest nou motor es va fer servir per a equipar motocicletes el xassís de les quals seguia fidelment el de la 125, excepte les rodes i els frens més grossos. Inicialment emprat per Walter, el motor 250 PR va ser emprat posteriorment per alguns altres pilots i es beneficiava, com el 125 PR, de millores substancials com ara l'adopció d'embragatge multidisc en sec i encesa electrònica en comptes de platins.
A més de la creació del 250 PR, Francesco es va fixar l'objectiu de crear també una versió de la mateixa cilindrada però amb quatre cilindres horitzontals amb vàlvula d'admissió rotativa, encesa electrònica i caixa de canvis de set velocitats. Tanmateix, el desenvolupament d'aquesta moto va començar justament quan la Federació Internacional de Motociclisme va decidir reduir el nombre màxim de cilindres a dos i el de velocitats a sis; per tant, la carrera del motor tetracilíndric es limità a la participació en el Gran Premi de les Nacions de 1969, a Imola.
El 1970 es va modificar la caixa de canvis dels motors 125 PR i 250 PR tot reduint-ne el nombre de marxes de set a sis (substituint el tambor desmodròmic) i, després d'haver descartat la possibilitat d'augmentar la cilindrada del tetracilíndric per a inscriure'l a les curses de 350cc, els germans Villa van dissenyar una nova motocicleta amb motor V-twin superposat al davant de 250 cc, amb admissió de vàlvula rotativa, refrigeració mixta d'aire i aigua i encesa electrònica. Se'n va fer un únic exemplar que va fer córrer exclusivament Walter Villa, qui hi va aconseguir alguns bons resultats com ara la victòria al Circuito dell'Acciaio de Terni. També aquell any es va construir una 50cc per a ser emprada en curses de velocitat Júnior, amb un motor fet amb càrters de fosa de terra i amb la qual un tercer germà Villa, Romano, va aconseguir resultats brillants abans de morir arran d'un accident de carretera.
Sobre la base del V-twin de 250cc es va desenvolupar una 125cc amb la mateixa distribució del motor, amb la intenció de confiar-la al jove Claudio Lusuardi, que aleshores era enginyer al taller de Villa i s'encarregava del desenvolupament de la nova 50 Grand Prix, una monocilíndrica horitzontal amb bastidor de tub. El Campionat d'Itàlia Sènior 125 de 1971 acabà amb Walter Villa en segon lloc i Otello Buscherini, també amb Moto Villa, en el tercer.
Més tard, Villa va crear sengles nous models de 50 i 125 cc que adoptaven els motors Franco Morini; el motor de la 50 era el Morini Turbostar, per al qual Francesco Villa havia preparat prèviament un kit d'afinament (així com per al Malanca de la mateixa cilindrada). Per a la 125, Villa havia avaluat un motor Zündapp que més tard va ser rebutjat. Amb la creació d'aquestes motos, l'empresa va cessar l'activitat paral·lela d'importació de les Montesa a Itàlia i va habilitar una nova planta de producció, traslladant l'activitat de Mòdena a Crespellano (Valsamoggia).

### El fora d'asfalt als 70

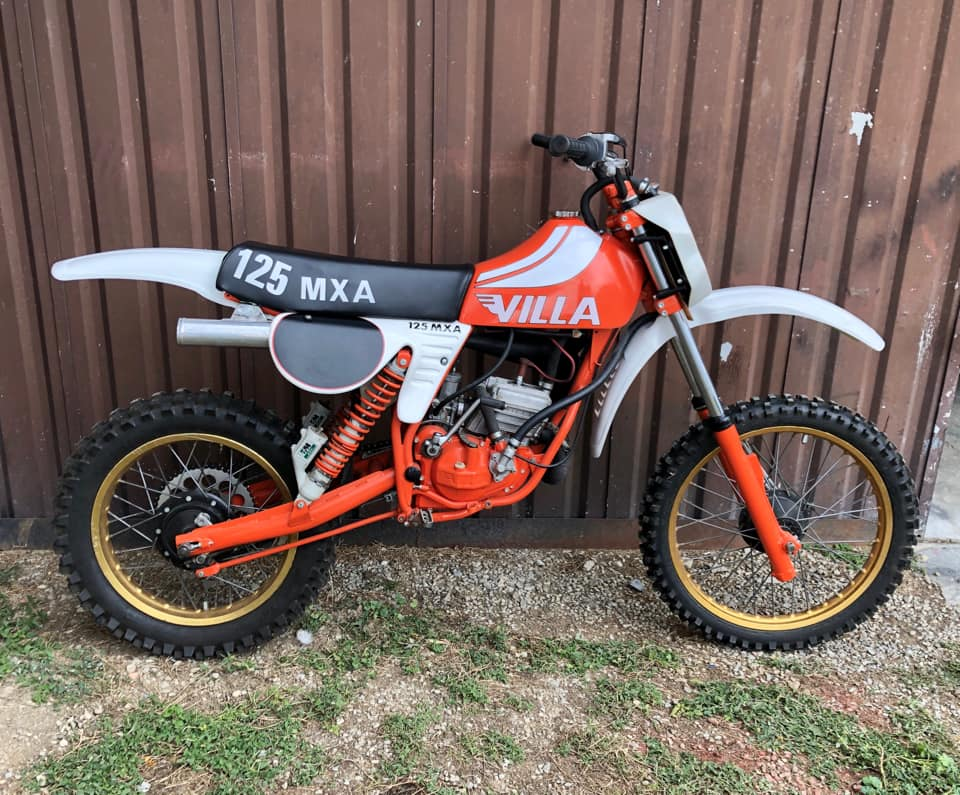
Una MXA 125 dels volts de 1978

El 1973, l'any que se n'anà a Crespellano, Villa va començar la seva pròpia producció de motors amb el model de fora d'asfalt CR, equipat amb motors de 250 i 450 cc. Presentada al Saló de l'Automòbil de Milà, la CR va despertar una gran curiositat entre el públic i els entusiastes, tot i que encara tenia alguns detalls que es van millorar de seguida (com la forma dels parafangs). La CR en les versions Cross i Regolarità va entrar en producció a finals del mateix any i hi va romandre fins al 1976, amb canvis substancials en el xassís (amb l'adopció de diferents tipus de boixes, amortidors més o menys inclinats i forquilles), a la mecànica (en comptes de l'escapament "baix" es va adoptar l'"alt" que garantia un major rendiment i també estava menys exposat i, per tant, més protegit) i a l'estètica (el dipòsit de fibra de vidre aviat va ser substituït per un de xapa de ferro).
El 1976 es va presentar el nou model FV, equipat amb motors 250 i 350 i produït fins al 1978 en les versions Cross i Regolarità. Aquestes motocicletes van guanyar nombroses competicions, sobretot a Itàlia però també a països com ara el Canadà, Austràlia o França. Cal destacar les victòries de Franco Picco amb aquesta moto al Campionat d'Itàlia de motocròs en categoria 250cc Cadet els anys 1975, 1976 i 1977 i en categoria 250cc Júnior el 1976.
A finals de 1978 es va presentar la nova sèrie MX que entrà en producció el 1979 amb motors de 250, 350 i 410 cc refrigerats per aire, de nou en les versions Cross i Regolarità. Inicialment concebuts amb un bastidor de doble bressol, els MX s'equiparen posteriorment amb un de bressol simple més robust i la gamma de motors es completà amb un de nou de 480 cc. La sèrie MX heretava de la 125 la solució del passador del basculant integrat al motor i comptava amb dipòsit de resina en comptes del de ferro o alumini de la sèrie FV, així com la caixa del filtre de resina en comptes de la més pesada d'alumini fos. Un dels principals èxits del nou model fou la victòria de Franco Picco al Campionat d'Itàlia en categoria 500cc Sènior l'any 1978.
A la gamma MX la va seguir la MX1 amb bastidors modificats i motors compactes i van començar els primers intents d'introduir motors amb refrigeració líquida per als models de 125 cc.

### Cessament d'activitats als 80
A partir de finals de 1981, es van adoptar suspensions posteriors monocross (és a dir, amb un sol amortidor en comptes de dos) per a tota la gamma, seguida de la introducció de motors refrigerats per aigua també per als motors de 250 cc. Durant aquella època, diversos fabricants muntaven motors Villa a les seves motocicletes, entre ells el català Anvian.

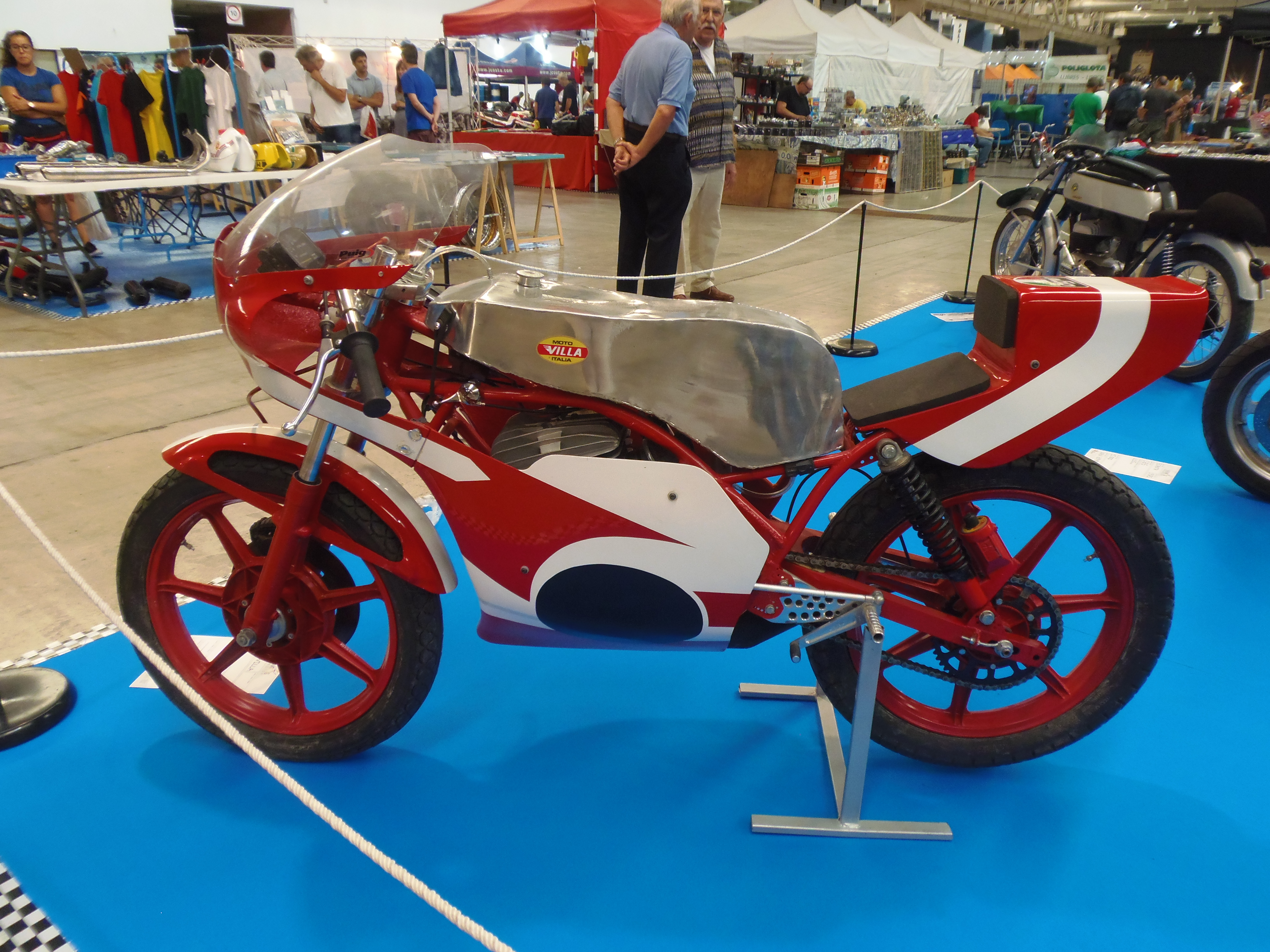
Una TT4 125 dels volts de 1982

També el 1981 es va llançar la nova 125 TT4, una moto de carretera d'ús exclusivament competitiu, desenvolupada amb l'aportació del jove Luca Cadalora que en aquella època treballava com a aprenent al taller de Francesco Villa. El reglament del Campionat d'Itàlia Júnior de la categoria TT4 admetia motos equipades amb motors de 125 cc de producció en sèrie i xassís lliure; els motors utilitzats inicialment eren els mateixos que equipaven els karts i el model 125MX en la versió Cross (motors refrigerats per aire amb admissió tant lliure com de làmines). A les curses del Campionat Júnior TT4 hi havia diverses motos equipades amb motors Villa, aplicats també a xassissos d'altres fabricants, com ara Golinelli o MBA. El 1981, Ezio Gianola va guanyar el Campionat d'Itàlia Júnior TT4 amb una Villa 125 amb xassís Golinelli, mentre que el 1982 i el 1983 va ser el torn de Luca Cadalora i Vittorio Gibertini, tots dos amb xassís Villa original.
Una de les innovacions introduïdes el 1982 va ser la creació de nous basculants posteriors per als models de fora d'asfalt fabricats íntegrament en alumini, més robusts i lleugers, mentre que s'ampliava la gamma de producció amb motocicletes de carretera com ara la Italia (una 125 "naked" amb refrigeració per aire), la Seebring (amb motor de refrigeració líquida) i la Daytona (carenada, amb motor de refrigeració líquida). Entre els nous models fora d'asfalt es va presentar la Tempestino 80 de refrigeració líquida i la 495 MCA que hauria d'haver estat el model de referència en les competicions de motocròs, amb refrigerada líquida i fre de disc anterior opcional. Ambdós models no van passar de la fase de prototip. Un altre model d'aquella època fou la Rommel 350 cc d'enduro.
Durant la dècada del 1980, Moto Meteora, un extern que ja muntava part de la producció de Moto Villa, es va traslladar a la fàbrica d'aquesta empresa. La marca seguia activa al mundial de motociclisme: la temporada de 1982, Claudio Lusuardi es va classificar en tercer lloc final a la classe de 50cc i Moto Villa va acabar quarta al Campionat del Món de constructors. Aquell any mateix, Moto Villa obtingué també èxits en la modalitat del kàrting, amb sengles victòries al Campionat d'Itàlia de Kart 125 Júnior i al de França de Kart 125.
El 1983, Lusuardi va guanyar el Campionat d'Itàlia Sènior de 50cc amb una Villa equipada amb bastidor monocasc d'alumini i va tornar a situar-se tercer al campionat del món. Malgrat tot, d'ençà de 1984 l'activitat de Moto Villa va experimentar un fort descens, entre altres motius, a causa de la competència dels grans fabricants japonesos (Honda, Yamaha, Suzuki i Kawasaki), que cada cop deixaven menys espai als petits. Des d'aleshores, l'activitat de l'empresa va anar minvant cada cop més fins que va cessar definitivament l'any 1987.

## La marca Moto Villa
A partir de 1987, la marca "Moto Villa" va reaparèixer al mercat de manera esporàdica, primer amb la importació de models d'escúters de l'Extrem Orient i més tard amb la presentació d'un nou model fora d'asfalt produït per una nova empresa situada a la província de Varese. El 2012, la marca va ser adquirida per l'històric concessionari de Moto Villa a Varese, "Cross2R", que hi presentà un catàleg de models, la major part de fora d'asfalt.